# Kayee Kunyet
Kayee Kunyet is een bestuurslaag in het regentschap Aceh Besar van de provincie Atjeh, Indonesië. Kayee Kunyet telt 888 inwoners (volkstelling 2010).